# Ester Dubay

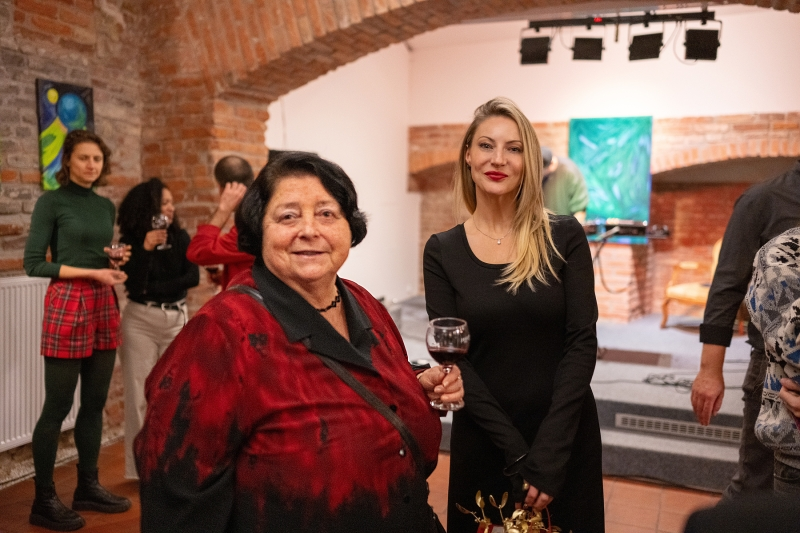
Fotografie z výstavy Ester Dubay - Stellar reflection.

Ester Dubay (* 1981) je česká malířka, výtvarnice se slovenskými a rusínsko-maďarskými kořeny, pochází z Prahy a Vysokých Tater, kde působí a tvoří. Vystavuje v Čechách i na Slovensku.

## Život
Výtvarná tvorba Dubay se odehrává na pomezí malby, subkultury a osobní mytologie. Pracuje převážně s olejem, akrylem a dalšími médii na plátnech větších formátů, kde se prolínají abstrahované. motivy inspirované mystikou horského masivu a figurálními prvky. Tematicky se její dílo pohybuje na hranici viditelného a symbolického; čerpá z osobních i kolektivních vrstev paměti a imaginace. V její práci rezonuje napětí mezi strukturou a chaosem, mezi intuicí a konceptem.
Jako multidisciplinární autorka vychází z estetiky syrovosti a autenticity, utvářené přímou tvůrčí zkušeností v prostředí punkové a alternativní streetartové kultury. Tyto vlivy se odrážejí v její malířské expresi, která působí instinktivně a podvědomě, a zároveň zachovává formální kultivovanost.
Od mládí byla vedena k umění; prošla soukromými ateliéry i odborným školením na uměleckých institucích a pochází z významné rodiny výtvarníků. V současnosti tvoří v Praze, kde působí ve vlastním ateliéru na Vyšehradě, a zároveň pracuje pod vedením akademické malířky Beaty Kurucz.

## Charakteristika malířské tvorby
| „                          | Formálně svá témata zpracovává skrze figurativní abstrakci, kde výrazné malířské gesto a barvy nesou prvky pro vyjádření. Způsoby, kterými aplikuje vrstvy a tahy, jsou intuitivní vlastní estetikou. Nejvíce inklinuje k olejomalbě a rozvíjí na plátnech objekty sytých barev a kompozic. Obdobně subjektivizuje atmosféru Tater jako mocný svět reminiscencí naší smrtelnosti. Svým výrazem popírá povrchnost dneška, kterou naše oko běžně přehlédne: její obrazy vážou svou interpretační osobitostí. | “ |
| — kurátor Vladimír Skalský | |   |

## Výběr z výstav
2023
- 5 years from their first, Dudes & Barbies Gallery Vnitroblock, kolektivní výstava, Praha

2024
- Stelární Reflexe, Galéria Slovenského domu v Prahe, samostatná výstava, Praha

## Dílo

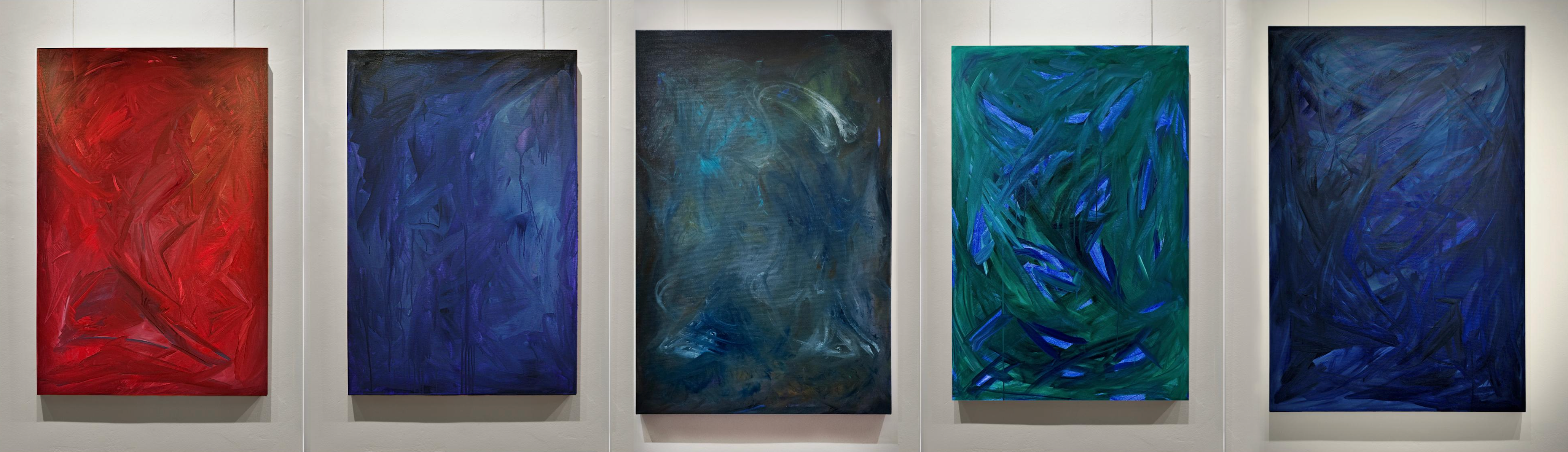
Mirror Glass, 2024
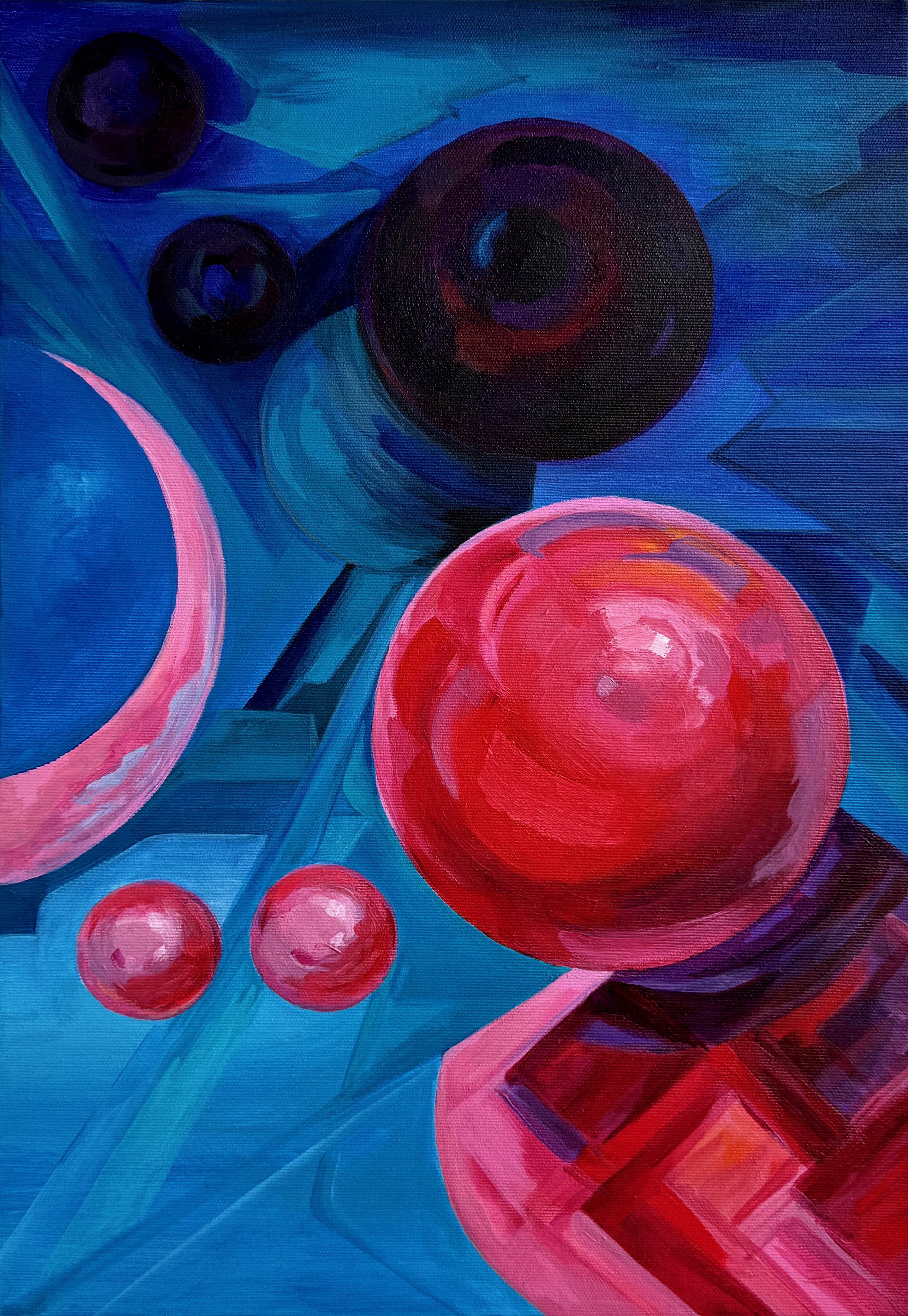
Ad Infinitum, 2024